# 北部地方 (ブルキナファソ)
北部地方(フランス語：Nord)はブルキナファソ中部の地方。

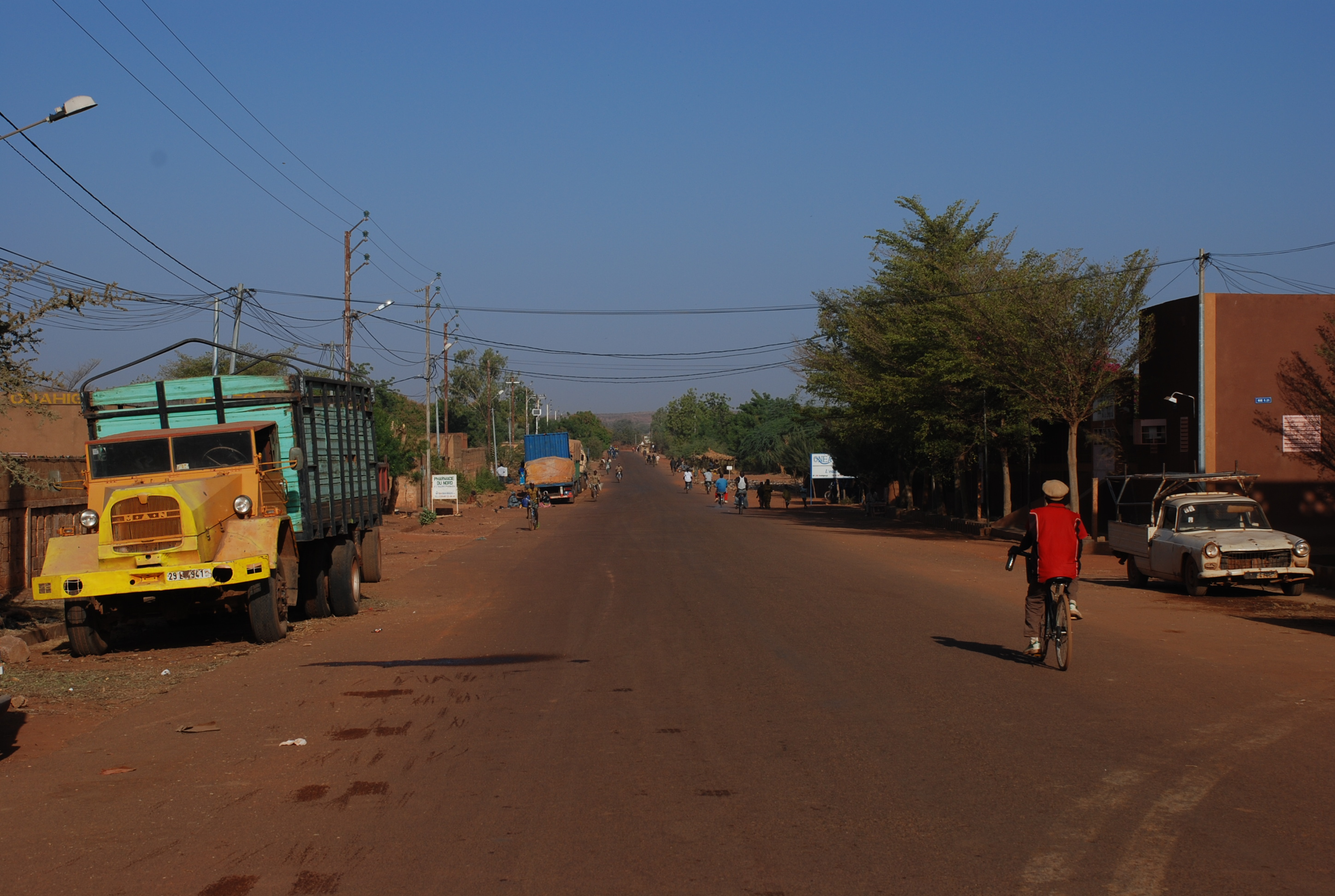
ワヒグヤの道路

2013年の人口は約142.1万人。
中心都市はワヒグヤ。

## 行政区画
| 県         | 県都     | 2006年の人口 |
| ---------- | -------- | ------------ |
| ゾンドマ県 | グルシ   | 168,955      |
| パッソレ県 | ヤコ     | 322,873      |
| ヤテンガ県 | ワヒグヤ | 547,952      |
| ロルム県   | チタオ   | 142,990      |

## 地理
- 北：マリ
- 北東：サヘル地方
- 東：中北部地方
- 南東：中央大地地方
- 南：中西部地方
- 西：ブクル・デュ・ムウン地方